# Allée Verte
L'allée Verte est une voie du 11e arrondissement de Paris, en France.

## Situation et accès
L'allée Verte est une voie publique située dans le 11e arrondissement de Paris. Elle débute au 58, rue Saint-Sabin et se termine au 59, boulevard Richard-Lenoir.

## Origine du nom
Cette voie porte son nom en raison du voisinage de la rue du Chemin-Vert, qui s'appelait autrefois « rue Verte ».

## Historique
Cette voie est nommée ainsi depuis environ 1848.